# Rhoga
Rhoga là một chi ruồi trong họ Syrphidae.